# Alexéi Rojas
Alexéi Rojas Fedorushchenko (en ruso: Алексей Рохас Федорущенко; Basildon, Inglaterra; 28 de septiembre de 2005) es un futbolista británico-colombiano y con ascendencia rusa que juega en la demarcación de guardameta para el Arsenal F. C. de la Premier League.
Rojas es descendiente ruso y colombiano, es internacional sub-20 por Colombia desde 2022, anteriormente fue seleccionado juvenil por Inglaterra y Rusia.

## Orígenes y formación
Nacido en Inglaterra, es hijo de madre rusa y padre colombiano, pudiendo jugar internacionalmente por los tres seleccionados.  Rojas, académicamente se formó en la reconocida Parmiter's School, institución en la que han pasado varias personas notables.
Rojas comenzó a jugar al fútbol en el Boreham Wood FC a la edad de 5 años, y a partir de entonces tuvo temporadas con St Albans City y London Colney Colts.   Inicialmente formó parte de la cantera del Chelsea. Posteriormente, se unió a la academia juvenil del Arsenal F. C. en 2019.

## Trayectoria

### Arsenal F.C.
Para la temporada 2024-25 firma su primer contrato y es promovido al plantel profesional del Arsenal F. C, por el entrenador Mikel Arteta, disputando la posición inicialmente con el brasileño Neto y el español David Raya. 

## Selección nacional
Antes de jugar para Colombia, Rojas fue seleccionado sub-15 de Inglaterra y sub-17 con Rusia.

### Selección Colombia

#### Selecciones juveniles
Es seleccionado colombiano desde la categoría Sub-17. Fue convocado al Sudamericano Sub-20 de 2023. En el Mundial Sub-20 Argentina 2023, Colombia llegó hasta cuartos de final donde perdió 1-3 ante Italia.
En el Sudamericano Sub-20 de 2025, Alexei Rojas disputó su primer partido oficial con la Selección Colombia en un enfrentamiento decisivo contra Brasil. El joven arquero fue titular y tuvo una actuación destacada. Su solidez bajo los tres palos y su capacidad de reacción ante los ataques del equipo brasileño fueron fundamentales para el triunfo.

#### Participación en juveniles
| Torneo                         | Sede       | Resultado    | Partidos | G. Enc | P.Inv. |
| ------------------------------ | ---------- | ------------ | -------- | ------ | ------ |
| Torneo Maurice Revello de 2022 | Francia    | Cuarto lugar | 0        | 0      | 0      |
| Juegos Bolivarianos 2022       | Valledupar | Bronce       | 2        | 2      | 0      |
| Sudamericano Sub-20 de 2023    | Colombia   | Tercer lugar | 0        | 0      | 0      |
| Sudamericano Sub-20 de 2025    | Venezuela  | Tercer lugar | 1        | 0      | 1      |

#### Participación en copas del mundo juveniles
| Torneo                      | Sede      | Resultado        | Partidos | G. Enc | P.Inv. |
| --------------------------- | --------- | ---------------- | -------- | ------ | ------ |
| Copa Mundial Sub-20 de 2023 | Argentina | Cuartos de final | 0        | 0      | 0      |

## Estadísticas

### Clubes

#### Amateur
| Club                      | Div.                | Temporada           | Liga  | Liga  | Copas | Copas | Internacional | Internacional | Total | Total |
| Club                      | Div.                | Temporada           | Part. | Goles | Part. | Goles | Part.         | Goles         | Part. | Goles |
| ------------------------- | ------------------- | ------------------- | ----- | ----- | ----- | ----- | ------------- | ------------- | ----- | ----- |
| Arsenal Sub-18 Inglaterra |                     |                     |       |       |       |       |               |               |       |       |
| Juv.                      | 2022-23             | 9                   | 0     | 3     | 0     | -     | -             | 12            | 0     |       |
| Juv.                      | 2023-24             | 4                   | 0     | 2     | 0     | 6     | 0             | 12            | 0     |       |
| Total club                | Total club          | 13                  | 0     | 5     | 0     | 6     | 0             | 24            | 0     |       |
| Arsenal Sub-21 Inglaterra |                     |                     |       |       |       |       |               |               |       |       |
| Juv.                      | 2023-24             | 1                   | 0     | -     | -     | -     | -             | 1             | 0     |       |
| Total club                | Total club          | 1                   | 0     | -     | -     | -     | -             | 1             | 0     |       |
| Total en su carrera       | Total en su carrera | Total en su carrera | 14    | 0     | 5     | 0     | 6             | 0             | 25    | 0     |

#### Profesional
| Club                | Div.                | Temporada           | Liga  | Liga  | Copas | Copas | Internacional | Internacional | Total | Total |
| Club                | Div.                | Temporada           | Part. | Goles | Part. | Goles | Part.         | Goles         | Part. | Goles |
| ------------------- | ------------------- | ------------------- | ----- | ----- | ----- | ----- | ------------- | ------------- | ----- | ----- |
| Arsenal Inglaterra  |                     |                     |       |       |       |       |               |               |       |       |
| 1.                  | 2024-25             | 0                   | 0     | 0     | 0     | -     | -             | 0             | 0     |       |
| Total club          | Total club          | 0                   | 0     | 0     | 0     | -     | -             | 0             | 0     |       |
| Total en su carrera | Total en su carrera | Total en su carrera | 0     | 0     | -     | -     | -             | -             | 0     | 0     |

### Selección
| Selección         | Año            | Amistosos | Amistosos | Amistosos | Mundial | Mundial | Mundial | Continental | Continental | Continental | Total | Total | Total  |
| Selección         | Año            | Part.     | G.R.      | P.Inv.    | Part.   | G.R.    | P.Inv.  | Part.       | G.R.        | P.Inv.      | Part. | G.R.  | P.Inv. |
| ----------------- | -------------- | --------- | --------- | --------- | ------- | ------- | ------- | ----------- | ----------- | ----------- | ----- | ----- | ------ |
| Sub-17 · Colombia | 2022           | —         | —         | —         | —       | —       | —       | 2           | 2           | 0           | 2     | 2     | 0      |
| Sub-17 · Colombia | Total          | —         | —         | —         | —       | —       | —       | 2           | 2           | 0           | 2     | 2     | 0      |
| Sub-20 · Colombia | 2022           | 1         | 1         | 0         | —       | —       | —       | —           | —           | —           | 1     | 1     | 0      |
| Sub-20 · Colombia | 2023           | 1         | 3         | 0         | 0       | 0       | 0       | 0           | 0           | 0           | 1     | 3     | 0      |
| Sub-20 · Colombia | 2024           | 2         | 2         | 0         | —       | —       | —       | —           | —           | —           | 2     | 2     | 0      |
| Sub-20 · Colombia | 2025           | 1         | 2         | 0         | —       | —       | —       | 1           | 0           | 1           | 2     | 2     | 1      |
| Sub-20 · Colombia | Total          | 5         | 8         | 0         | 0       | 0       | 0       | 1           | 0           | 1           | 6     | 8     | 1      |
| Total Colombia    | Total Colombia | 5         | 8         | 0         | 0       | 0       | 0       | 3           | 2           | 1           | 8     | 10    | 1      |

## Palmarés

### Títulos internacionales
| Título            | Equipo          | Sede       | Año  |
| ----------------- | --------------- | ---------- | ---- |
| Bonce Bolivariano | Colombia Sub-17 | Valledupar | 2022 |